# Casa del Servei Forestal (Sant Martí d'Empúries)
La Casa Forestal de Sant Martí d'Empúries és un edifici d'aquest poble situat al municipi de l'Escala inclòs en l'Inventari del Patrimoni Arquitectònic de Catalunya.

## Descripció
Està situada dins del nucli emmurallat de Sant Martí d'Empúries, a l'extrem sud-oest del recinte, a la plaça Major i al costat dret de l'església.
És un edifici aïllat de planta rectangular, format per dos cossos adossats, amb jardí pavimentat a la part davantera. Està distribuït en planta baixa i pis, excepte la torre situada a l'extrem est de la façana, que presenta tres plantes. A la part posterior, l'edifici es va construir damunt la muralla de la població, salvant així el desnivell del carrer Miranda. La coberta és plana, amb terrat a la part superior. La torre també presenta la coberta plana. La façana principal té una porta d'accés d'arc de mig punt, bastida amb maons, amb la data de l'any 1910 gravada a la part inferior de la porta de fusta. A la part superior hi ha tres obertures d'arc de mig punt, també amb resseguiment de maó. Està coronada per una cornisa motllurada sostinguda per petites mènsules, amb una barana força alta, bastida amb maons, situada damunt seu. Les obertures de la torre, una per planta, són finestres de mig punt de maons. Al coronament, la torre presenta merlets bastits amb maons. Les cantonades i angles de la construcció estan rematats amb motius decoratius que combinen el maó i la rajola vidrada. Les façanes posteriors, orientades a mar, presenten dues galeries sostingudes per pilars, amb barana d'obra decorada amb plafons de trencadís. Aquest motiu decoratiu es repeteix als sostres de les galeries. La que està situada al segon pis està tancada amb vidrieres.

## Història
Construcció de l'any 1910 del Servei Hidrològic i Forestal, tal com ho testimonia la data gravada a la porta de fusta de l'entrada principal, com a allotjament per al personal tècnic del projecte de fixació i repoblació de les dunes empordaneses. Aquesta va ser bastida sota les ordres del mestre escalenc Miquel Torres i Brugés, sobre les restes de la muralla grega, romana i medieval. Les inicials de Josep Reig, enginyer del Servei Forestal apareixen com a motiu ornamental al sostre de les galeries posteriors. Té una gran semblança, pel que fa a la utilització de materials i textures, amb la Casa Reig de Vilabertran.
Va ser utilitzada com a museu, fins que la seva col·lecció es va integrar a la del Museu d'Empúries l'any 1917. Es troba dins de la finca o forest Duna Litoral de propietat de la Generalitat de Catalunya traspassada de l'Estat Espanyol el 1994. L'ús de la casa ha estat cedit a l'Ajuntament, els anys 1997 i 2003.
Des del 2010 és la seu del Centre Iberiagraeca, un organisme creat pel Ministeri de Cultura i el Departament de Cultura de la Generalitat per al foment de la recerca i el coneixement del patrimoni arqueològic grec de la Península Ibèrica.